# Johan Conrad Cedersparre
Johan Conrad Cedersparre, född 23 april 1699, död 29 juli 1765 på Skevik, var en svensk fortifikationsofficer och pietist.
Cedersparre var son till fältväbeln, senare översten Peter Joungh, adlad Cedersparre. Han inträdde redan som ung i krigstjänst vid Viborgska dragonregementet, och blev troligen 1717 fältväbel där. 1718 blev han på rekommendation av Lorens Glansenstierna förflyttad till Jämtland och konduktör vid jämtländska arméns fortifikationsstat och deltog 1718-19 i norra arméns fälttåg mot Norge. 1720 förbättrade han en av Christoffer Stenklyft 1710 ritad karta över Jämtland och Härjedalen. Cedersparre placerades därefter i generalstaben vid Gävlearmén 1720 och vid fortifikationsbrigaden i Finland 1721 där han tjänstgjorde vid svensk-ryska gränskommissionen, blev löjtnant vid skånska fortifikationsbrigaden 1723 men undanbad sig förflyttningen, men fick trots det behålla löjtnantsgraden. I Finland användes han främst vid byggnationen av Fredrikshamns fästning, men förflyttades 1731 till Göteborgsbrigaden. 
Cedersparre torde tidigt ha anslutit sig till Jakob och Erik Erikssons pietistiska riktning, redan hans far Peter Cedersparre var 1723 en av deltagarna vid Sicklamötet, dvs. det bönemöte i Sickla i Nacka som gav upphov till konventikelplakatet. Då bröderna Jakob och Erik efter dom 1733 tvingades i landsflykt tog Cedersparre 1734 avsked ur sin militärtjänst och följde dem i landsflykten. Vid återkomsten till Sverige 1745 slog han sig ned på Skeviks gård, där han sedan med undantag för några kortare resor till Finland sedan kom att bo. Efter Erik Erikssons död 1761 blev Cedersparre vid sidan av Karl Breant och Ludvig Melkior Bluth en av rörelsens ledare.